# 自解壓縮檔

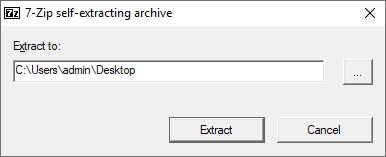
自解壓縮檔

自释放压缩包（英語：Self-extracting，缩写为SFX）是一种可执行程序，它包含一个被压缩的文件，以及一个用于提取压缩包内文件的计算机程序。此类压缩包不需要使用其他压缩程式就可以直接运行并解压缩。